# Ipomoea pubescens
Ipomoea pubescens är en vindeväxtart som beskrevs av Jean-Baptiste de Lamarck. Ipomoea pubescens ingår i släktet praktvindor, och familjen vindeväxter. Inga underarter finns listade i Catalogue of Life.

## Bildgalleri

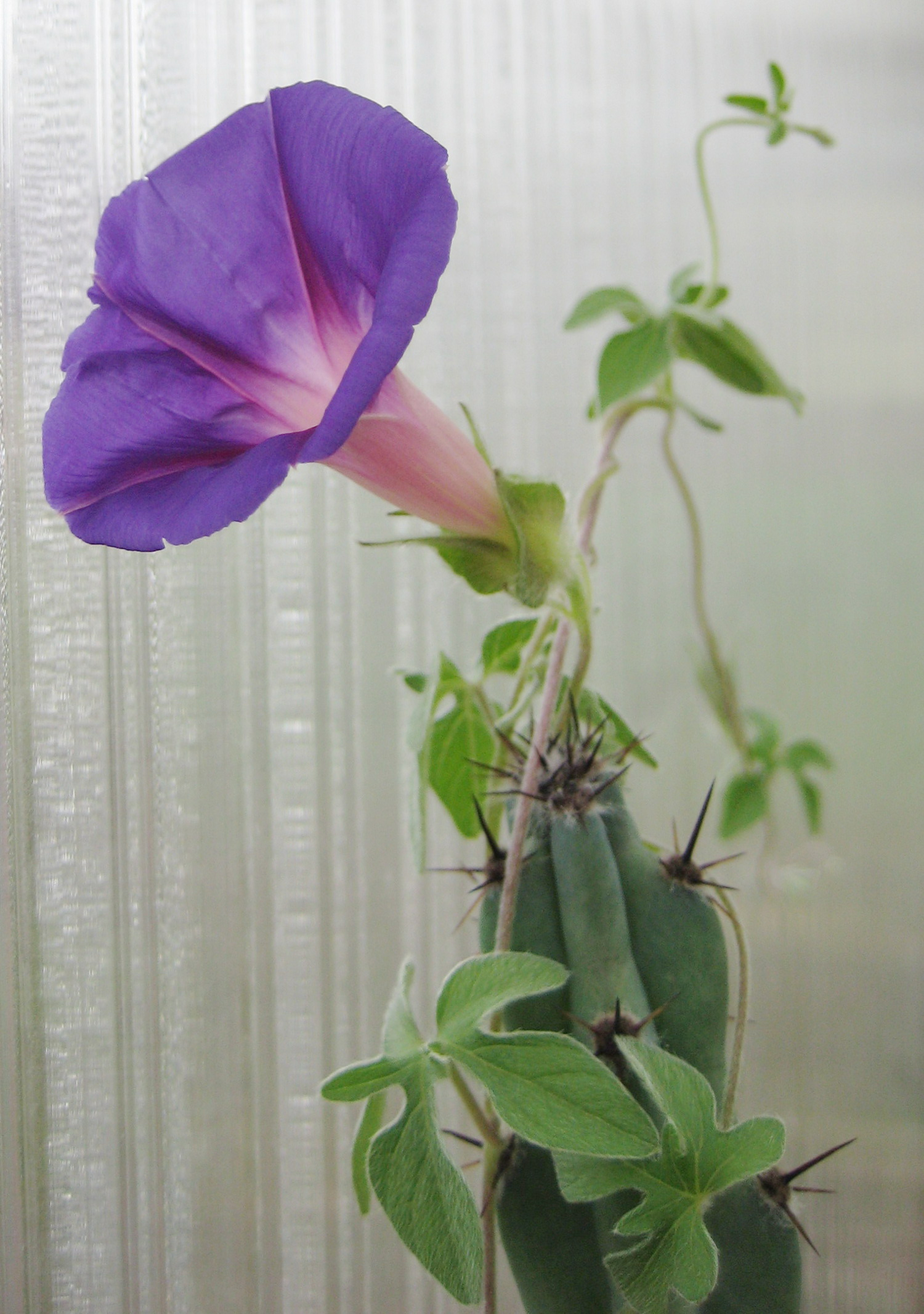